# 太子駅
太子駅（おおしえき）は、かつて群馬県吾妻郡六合村（現在の中之条町）大字太子にあった日本国有鉄道（国鉄）吾妻線（太子支線）の駅（廃駅）である。

## 歴史
日本鋼管群馬鉄山の専用線として1945年（昭和20年）に開業した。1面2線の旅客用ホームのほか、側線と鉱石積み出し用のホッパーを持つ駅であった。群馬鉄山から太子駅までは、約8 kmの長さを持つ3本の索道（一種のロープウェイ）で鉄鉱石を輸送していた。京浜地区の製鉄所に向けて鉱石を発送していたが、鉱石輸送の廃止と吾妻線の大前方面への延伸により1970年（昭和45年）に休止、翌年廃止された。廃止時の所属路線は吾妻線だが、長野原線から吾妻線に路線名称が変更されてから列車が運転されたことはなかった。

### 年表
- 1945年（昭和20年）1月2日：日本鋼管群馬鉄山専用線・長野原駅（現：長野原草津口駅） - 当駅間が開業。同時に運輸通信省長野原線・渋川駅 - 長野原駅間も開業。
- 1952年（昭和27年）10月1日：日本鋼管専用線を国鉄に移管し、国鉄長野原線長野原駅 - 当駅間の貨物支線が開業。車扱貨物の運輸営業を開始し、当駅を開業[1]。
- 1954年（昭和29年）6月21日：長野原駅 - 当駅間の営業キロ程を5.8 kmへ改正する[2]。
- 1961年（昭和36年）
  - 9月1日：営業範囲を旅客、手荷物、小荷物および車扱貨物へ改める[3]。
  - 10月1日：手荷物および小荷物の配達の取扱を廃止する[4]。
- 1966年（昭和41年）10月1日：長野原駅 - 当駅間の貨物運輸営業を廃止する[5]。
- 1967年（昭和42年）11月1日：営業範囲を旅客へ改正する[6]。同時に駅員無配置駅となる[7]。
- 1970年（昭和45年）11月1日：長野原駅 - 当駅間の鉄道運輸営業を、1971年（昭和46年）4月30日まで休止する[8]。
- 1971年（昭和46年）
  - 3月7日：長野原線の線路名称を吾妻線へ改正する[9]。
  - 5月1日：長野原駅 - 当駅間の旅客運輸営業および当駅を廃止する[10]。

## 運行形態
1967年（昭和42年）6月10日の長野原線渋川駅 ‐ 長野原駅（現長野原草津口駅）電化後も非電化のまま取り残され、ディーゼルカーが長野原駅と当駅の間を一日5往復するのみであった。

## 代替交通
廃止後は並行していた国鉄バス花敷線の本数が若干増やされ代替とされたが、2009年（平成21年）に廃止され、沿線自治体の六合村へ路線が移管された。現在は市町村合併により中之条町営バスとして運行されている。

## 現在
当駅跡は車止めや鉱石積み出しのホッパーなどが遺構として残っており、また当時を偲ばせる駅名標等が2013年（平成25年）に設置し直されている。また当地は中之条町や地域の住民により公園として整備され、子供用遊具、花壇、公衆便所などが設置されていた。これらの整備を行った際に遺構が多数残されていることから、2014年（平成26年）4月、中之条町は当駅を本格的に復元することを決定し、埋まっている遺構を掘り出し、ホッパー跡を修復することになった。2016年度（平成28年度）にクラウドファンディングにて寄付を募集し、約215メートル分のレール敷設や約71メートルのホーム復元を実施した。
木造平屋建て約96平方メートルの復元駅舎は2018年（平成30年）に完成し、鉄鉱石を積んだバケットなども展示された。4月から一般公開され、5月には大井川鐵道井川線で使用されていたワフ2・ワフ3が中之条町に譲渡され、当駅跡に搬入された。総事業費は約1億4000万円であった。
また復元に合わせて長野原線で使用されていた蒸気機関車と同形の車両を展示する予定で、車両を保有している東日本旅客鉄道（JR東日本）と交渉が行われ、静岡鉄道の「トコ1」なども入ることとなっている。2023年11月からは、四国旅客鉄道多度津工場で保存されていたワラ1形のトップナンバーも駐車場前に保存されている。
「旧太子駅ホッパー棟」は、2021年2月4日に登録有形文化財に登録された。
長野原草津口駅から当駅までの間の廃線跡は、長野原草津口駅を出てすぐにある上路橋桁や橋、山間部を抜けるトンネルなどがそのまま残されている。上述の橋梁から国道292号と合流するまでの区間の隧道は内部崩落のため通行止めとなっている。国道292号と合流し再度分岐してから先の北側は当駅までの区間を地元の抜け道として活用している。該当区間に2箇所ある隧道は単線規格のため、内部での自動車の離合はできない。

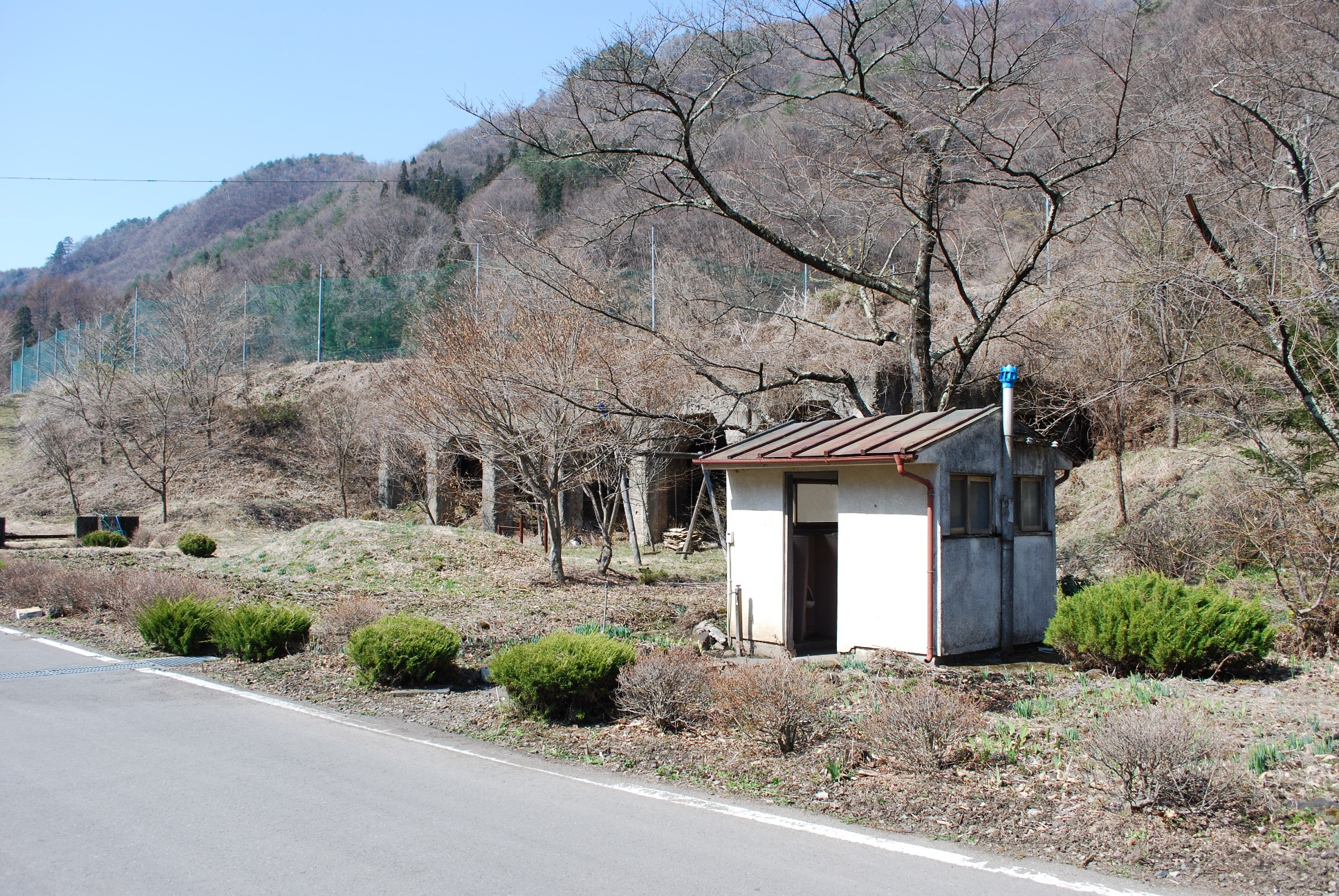
太子駅の駅施設の一部だった便所とホッパー跡。復元整備前の様子（2008年4月）
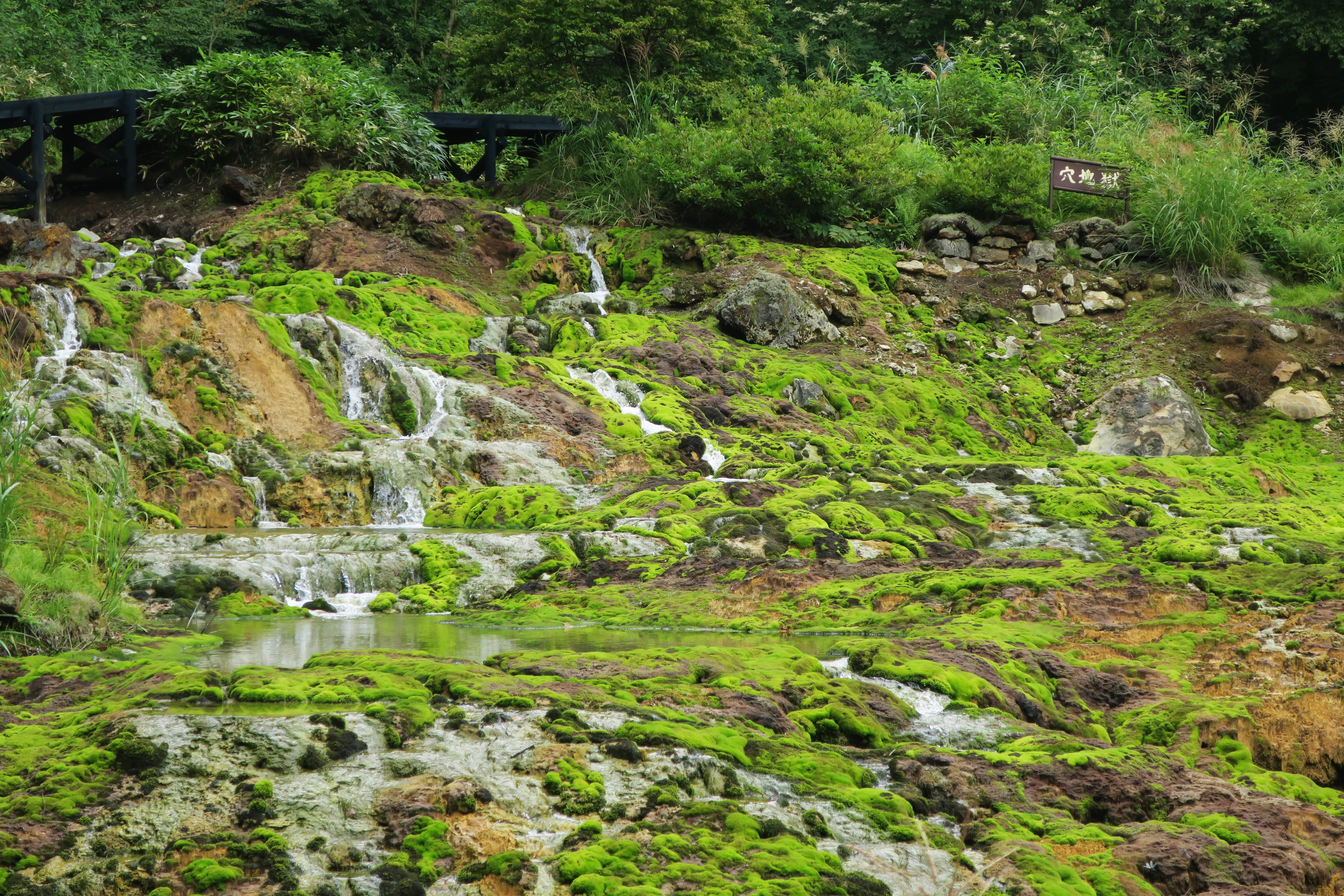
群馬鉄山跡（穴地獄・チャツボミゴケ公園）（2017年8月）
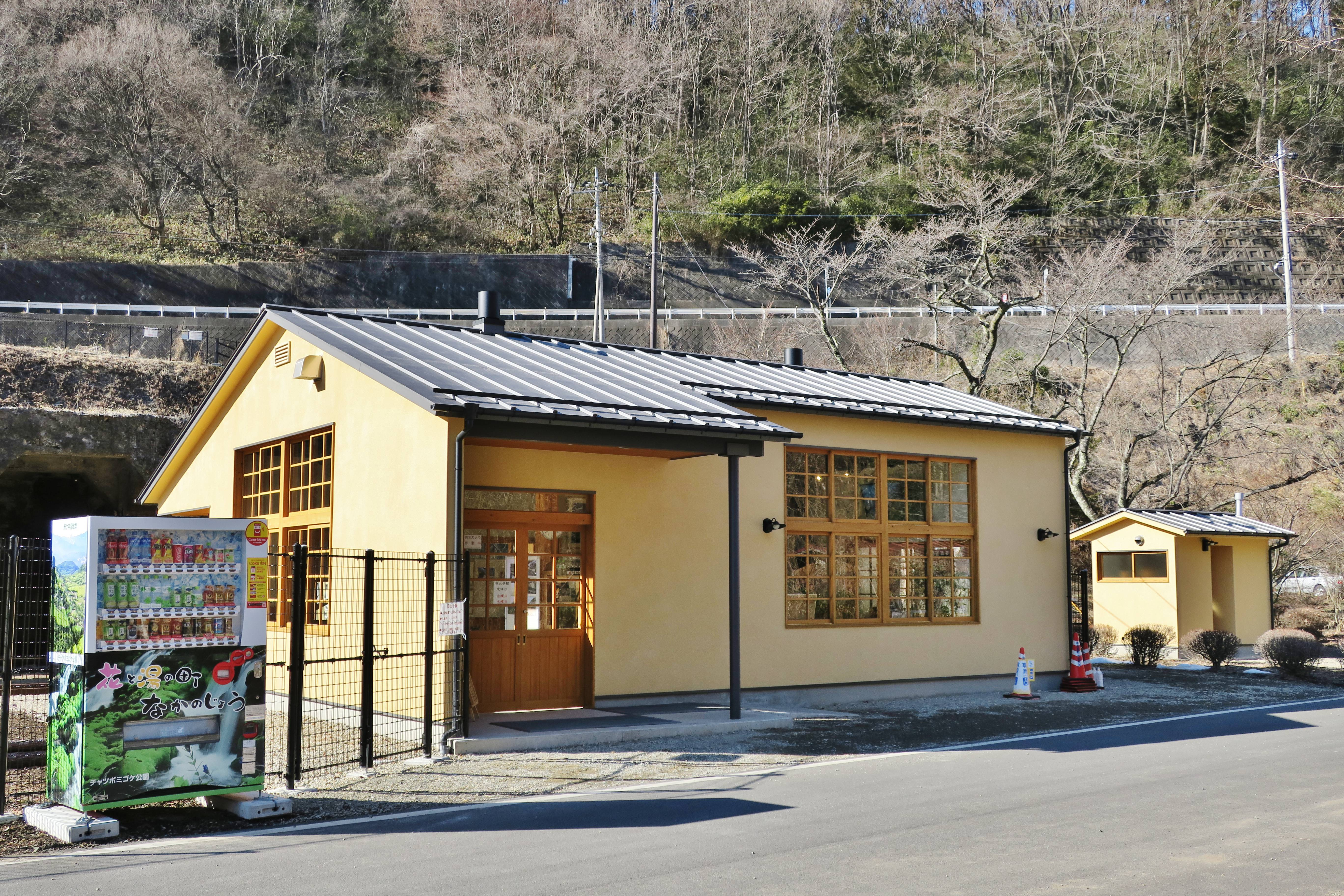
太子駅跡復元駅舎（2019年2月）
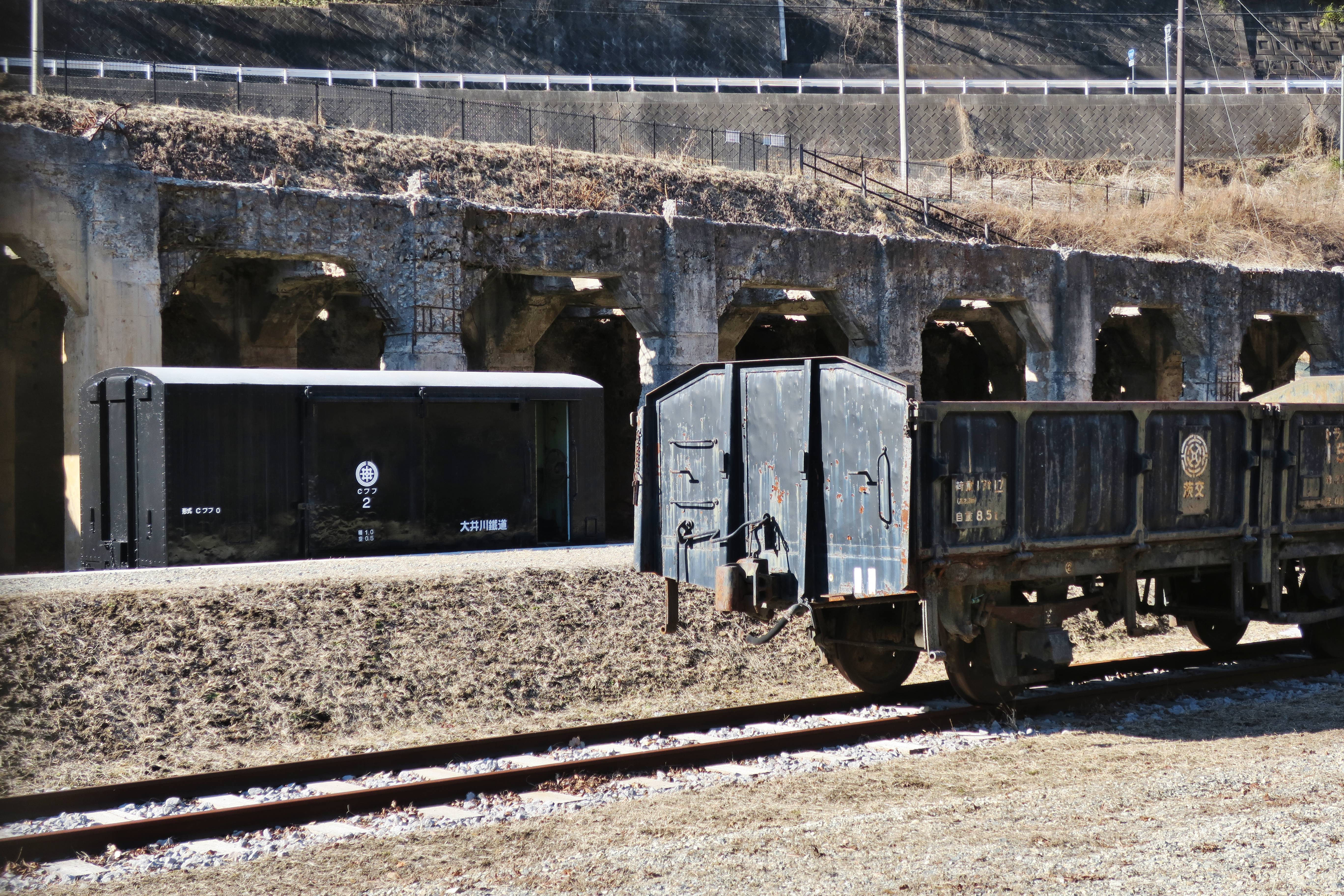
貨車類（2019年2月）
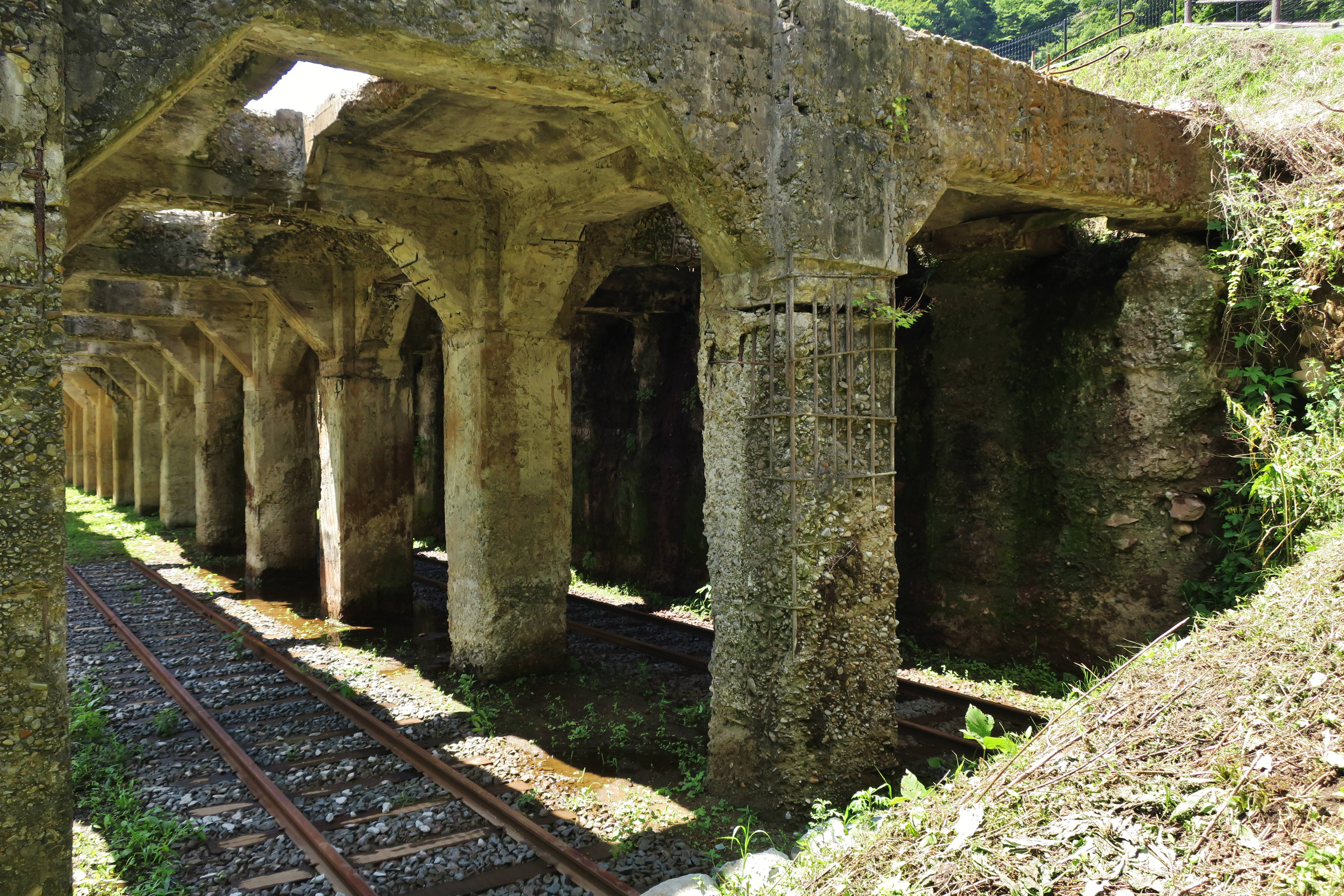
ホッパー跡（2017年8月）
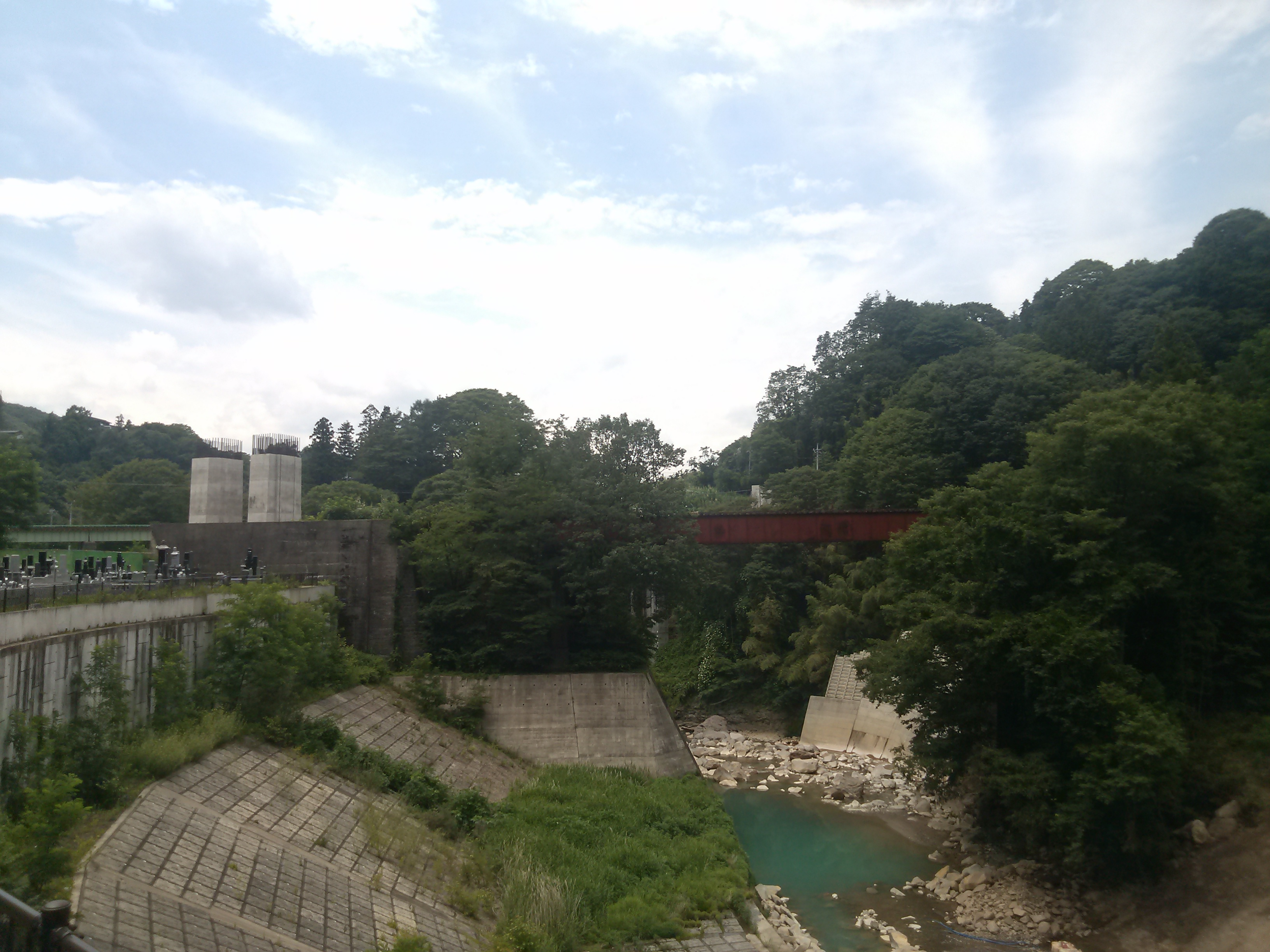
廃線区間の橋梁(右の赤いガーダー橋)、左の緑色の橋は現用の吾妻線、真新しいコンクリート柱は工事中の群馬県道376号線（2013年7月）

## 隣の駅
日本国有鉄道
吾妻線
長野原駅 - 太子駅